# Peter Godwin
Peter Godwin é um cantor e músico britânico.

## Discografia

### Solo
- Dance Emotions EP (1982)
- Images of Heaven EP (1982)
- Correspondence (1983)
- Images of Heaven: The Best of Peter Godwin (1998)

### BandaMetro
- Metro (1977)
- New Love (1979)
- Future Imperfect (1980)

### Composição
- Steve Winwood - Nine Lives (2008)